# Kyōsuke Kindaichi
Kyōsuke Kindaichi (金田一 京助, Kindaichi Kyōsuke), (5 mai 1882 – 14 novembre 1971) est un éminent linguiste japonais originaire de Morioka dans la préfecture d'Iwate. Il est surtout connu pour ses dictées de yukar, ou sagas du peuple des Aïnous.
Kindaichi est également poète et entretient de bonnes relations avec Takuboku Ishikawa ainsi qu'avec le romancier Kodō Nomura, ses amis de pensionnat. Il est par ailleurs l'auteur du dictionnaire Shin Meikai kokugo jiten (en).
Lors d'un voyage de recherche à Horobetsu en 1918, Kyōsuke Kindaichi fait connaissance des femmes de lettres d'origine aïnou Imecanu (金成マツ, Kannari Matsu) et Yukie Chiri (知里 幸恵, Chiri Yukie). Sous les encouragements de Kindaichi, Yukie transcrit elle aussi des yukar à Tokyo. Kyōsuke Kindaichi parraine également Imecanu et le jeune frère de Yukie, Mashiho, dans le recueil des traditions aïnou.
Il a pour fils le linguiste Haruhiko Kindaichi.